# Virsliga 1998
La Virsliga 1998 fue la octava edición del torneo de fútbol a nivel de clubes más importante de Letonia desde su independencia de la Unión Soviética y que contó con la participación de 10 equipos.
El Skonto FC fue campeón por octava ocasión consecutiva.

## Clasificación General
| Pos. | Equipo             | Pts. | PJ | G  | E  | P  | GF | GC  | Dif. | Clasificación o descenso                      |
| ---- | ------------------ | ---- | -- | -- | -- | -- | -- | --- | ---- | --------------------------------------------- |
| 1    | Skonto (C)         | 67   | 28 | 21 | 4  | 3  | 98 | 27  | +71  | Primera Ronda Clasificatoria Champions League |
| 2    | Liepājas Metalurgs | 57   | 28 | 17 | 6  | 5  | 62 | 25  | +37  | Ronda Clasificatoria UEFA Cup                 |
| 3    | Ventspils          | 54   | 28 | 16 | 6  | 6  | 56 | 23  | +33  | Ronda Clasificatoria UEFA Cup                 |
| 4    | Dinaburg           | 43   | 28 | 11 | 10 | 7  | 49 | 31  | +18  | Primera Ronda Intertoto                       |
| 5    | Valmiera           | 37   | 28 | 10 | 7  | 11 | 39 | 59  | −20  |                                               |
| 6    | LU-Daugava (D)     | 30   | 28 | 7  | 9  | 12 | 42 | 42  | 0    | Desciende a Primera Liga de Letonia           |
| 7    | Rēzekne            | 11   | 28 | 2  | 5  | 21 | 22 | 80  | −58  |                                               |
| 8    | Ranto-Miks (D)     | 11   | 28 | 2  | 5  | 21 | 25 | 106 | −81  | Desciende a Primera Liga de Letonia           |

 Fuente: 

## Partidos
| Local \ Visitante  | DIN | MET | DAU | RAN | RĒZ | SKO | VAL | VEN |
| ------------------ | --- | --- | --- | --- | --- | --- | --- | --- |
| Dinaburg           |     | 0–1 | 0–0 | 6–1 | 0–0 | 0–1 | 6–1 | 1–1 |
| Liepājas Metalurgs | 1–2 |     | 3–2 | 7–0 | 4–0 | 0–0 | 4–1 | 0–0 |
| LU-Daugava         | 2–2 | 0–0 |     | 3–0 | 8–2 | 3–5 | 4–2 | 1–1 |
| Ranto-Miks         | 0–6 | 3–4 | 2–1 |     | 1–3 | 3–3 | 0–0 | 0–1 |
| Rēzekne            | 0–1 | 2–3 | 1–2 | 2–2 |     | 0–2 | 1–2 | 1–4 |
| Skonto             | 0–2 | 1–0 | 2–3 | 9–0 | 7–0 |     | 4–0 | 1–0 |
| Valmiera           | 0–2 | 2–1 | 2–2 | 4–0 | 3–0 | 1–4 |     | 0–0 |
| Ventspils          | 0–0 | 0–1 | 1–0 | 9–0 | 4–1 | 2–1 | 0–3 |     |

| Local \ Visitante  | DIN | MET | DAU | RAN | RĒZ | SKO | VAL  | VEN |
| ------------------ | --- | --- | --- | --- | --- | --- | ---- | --- |
| Dinaburg           |     | 1–1 | 0–2 | 5–1 | 2–1 | 1–4 | 0–0  | 0–3 |
| Liepājas Metalurgs | 3–0 |     | 2–1 | 5–1 | 7–0 | 1–1 | 2–1  | 1–0 |
| LU-Daugava         | 0–0 | 0–1 |     | 2–0 | 1–1 | 1–2 | 0–0  | 1–2 |
| Ranto-Miks         | 2–5 | 1–6 | 1–1 |     | 0–0 | 2–7 | 0–3  | 1–5 |
| Rēzekne            | 2–4 | 1–2 | 2–1 | 1–2 |     | 1–6 | 0–5  | 0–3 |
| Skonto             | 2–1 | 1–1 | 3–0 | 4–0 | 1–0 |     | 15–2 | 4–0 |
| Valmiera           | 1–1 | 2–1 | 2–1 | 1–0 | 0–0 | 1–5 |      | 0–3 |
| Ventspils          | 1–1 | 2–0 | 3–0 | 3–2 | 3–0 | 2–3 | 3–0  |     |

## Goleadores
| # | Nombre             | Club                   | Goles |
| - | ------------------ | ---------------------- | ----- |
| 1 | Viktors Dobrecovs  | FHK Liepājas Metalurgs | 23    |
| 2 | Roman Grigorčuk    | Dinaburg FC            | 21    |
| 3 | Mihails Miholaps   | Skonto FC              | 20    |
| 4 | Marians Pahars     | Skonto FC              | 19    |
| 5 | Vladimirs Babičevs | Skonto FC              | 11    |
| 5 | Vīts Rimkus        | Skonto FC              | 11    |

## Premios
| Mejor | Nombre             | Club      |
| ----- | ------------------ | --------- |
| ARQ   | Oļegs Karavajevs   | Skonto FC |
| DEF   | Mihails Zemļinskis | Skonto FC |
| VOL   | Vladimirs Babičevs | Skonto FC |
| DEL   | Marians Pahars     | Skonto FC |